# Chloroformiate d'éthyle
Le chloroformiate d'éthyle est l'ester d'éthyle de l'acide chloroformique. C'est un réactif utilisé en synthèse organique pour l'introduction du groupe protecteur carbamate d'éthyle et la formation d'anhydrides carboxyliques.
Il appartient à la classes des chloroformiates, comme le chloroformiate de méthyle, le chloroformiate de benzyle ou le chlorure de benzyloxycarbonyle.

## Propriétés
Le chloroformiate d'éthyle se décompose dans l'eau ou lorsqu'il est chauffé, en chlorure d'hydrogène, phosgène et en dioxine (dans le feu). Il réagit dangereusement avec les bases, les alcools, les oxydants, l'ammoniac et l'eau. Il présente des risques d'explosion an contact avec les alcalins/alcalino-terreux.

## Synthèse
Le chloroformiate d'éthyle peut être obtenu par réaction entre le phosgène et l'éthanol anhydre :

## Utilisation
Le chloroformiate d'éthyle est utilisé couramment comme intermédiaire dans la préparation de carbonates et de carbamates, utilisés comme réactifs dans l'industrie pharmaceutique.